# Kleioweisiopsis denticulata
Kleioweisiopsis denticulata är en bladmossart som beskrevs av Hugh Neville Dixon 1920. Kleioweisiopsis denticulata ingår i släktet Kleioweisiopsis och familjen Orthotrichaceae. Inga underarter finns listade i Catalogue of Life.